# Fritz Reuter (Politiker, 1900)
Fritz Reuter (* 3. Dezember 1900 in Grieben; † 23. November 1968 in Ost-Berlin) war ein deutscher kommunistischer Widerstandskämpfer gegen den Nationalsozialismus, Gewerkschafter und Politiker. Er war von 1953 bis 1956 Bezirksbürgermeister von Berlin-Friedrichshain.

## Leben
Reuter, Sohn einer Landarbeiterfamilie, arbeitete nach dem Besuch der Volksschule als Hütejunge und Ackerknecht bei einem preußischen Junker. Gegen Ende des Ersten Weltkriegs wurde er 1918 Soldat. Nach dem Krieg war er als Bauarbeiter tätig. Er trat 1931 in die Kommunistische Partei Deutschlands (KPD) und die Revolutionäre Gewerkschafts-Opposition (RGO) ein. Von 1931 bis Anfang 1933 war er 2. Vorsitzender des Berliner RGO-Einheitsverbandes für das Baugewerbe (EVFDB).
Nach der Machtergreifung der Nationalsozialisten übernahm er im Mai 1933 die illegale Leitung der Berliner RGO. Im Jahr 1934 emigrierte er nach Moskau und war Kursant an der Leninschule. Reuter ging 1936 in die Niederlande und reiste von Amsterdam als Kurier der Abschnittsleitung West unter Paul Bertz nach Deutschland, wo er am 1. Mai 1936 in Düsseldorf festgenommen wurde. Am 23. Oktober 1936 verurteilte ihn der Volksgerichtshof zu zwölf Jahren Zuchthaus. Seine Befreiung aus dem Zuchthaus Brandenburg-Görden erfolgte am 27. April 1945.

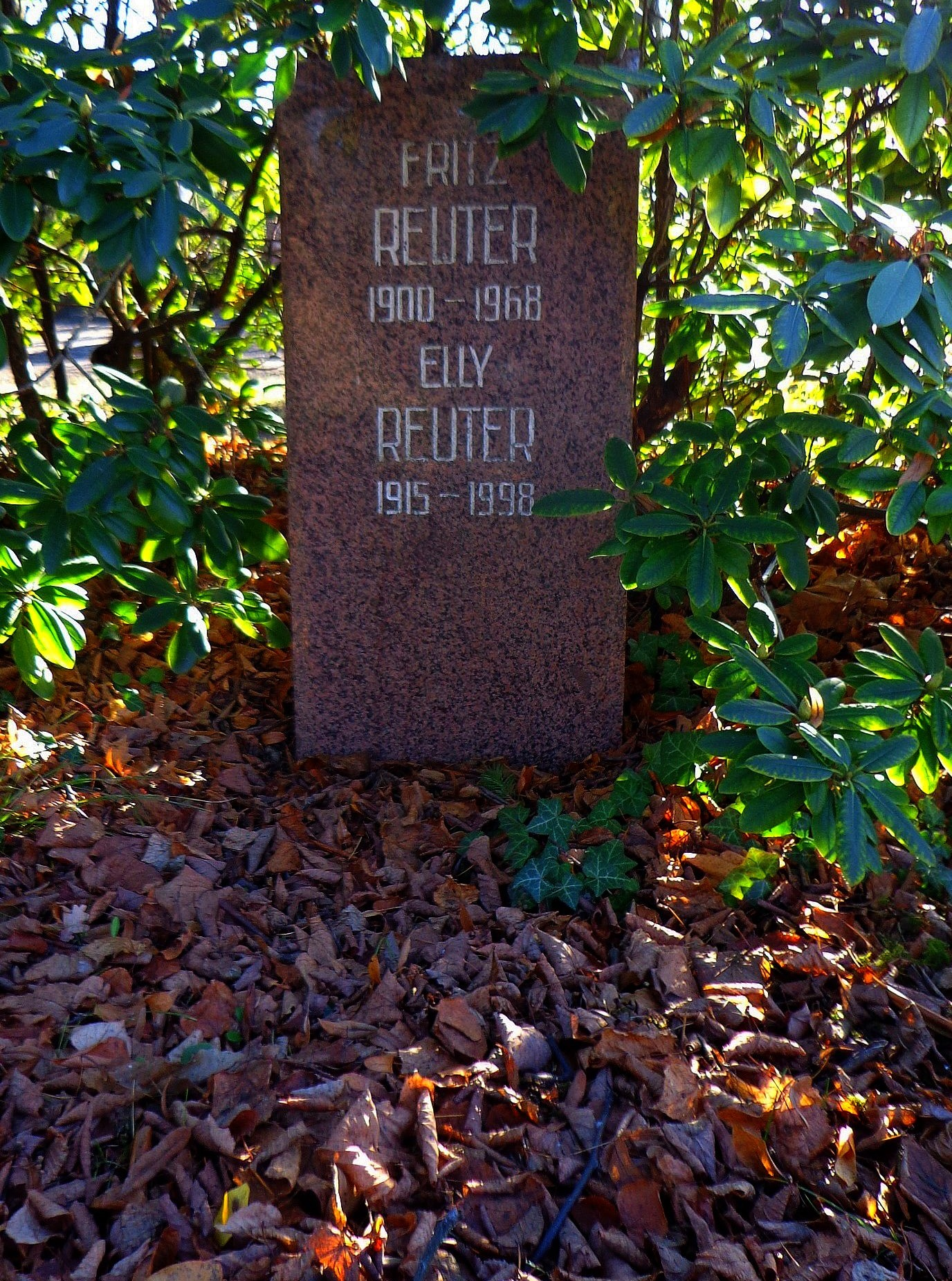
Grabstätte

In Berlin wurde er wieder Mitglied der KPD (ab 1946 der SED) und Mitbegründer der neuen Gewerkschaften. Bereits am 30. Juni 1945 bildete er mit Nikolaus Bernhard die provisorische Verbandsleitung des besonders aktiven Berliner Baugewerbes. Auf dem 1. Verbandstag im Juni 1946 wurde Nikolaus Bernhard zum 1. Vorsitzenden und Fritz Reuter zum 2. Vorsitzenden der Industriegewerkschaft Bau Groß-Berlin gewählt. Nach Bernhards Flucht nach West-Berlin war er von 1948 bis 1953 Vorsitzender der Berliner Industriegewerkschaft Bau/Holz im Freier Deutscher Gewerkschaftsbund. Am 30. November 1951 wurde er Mitglied des Vorbereitenden Ausschusses des „Nationalen Komitees für den Neuaufbau der deutschen Hauptstadt“ und am 22. Dezember 1951 schließlich Mitglied des „Nationalen Komitees für den Neuaufbau der deutschen Hauptstadt“.
Am 20. Februar 1953 wurde er zum Bürgermeister und Vorsitzenden des Rates des Stadtbezirkes Berlin-Friedrichshain gewählt. Im März 1956 schied er auf eigenen Wunsch aus diesem Amt, blieb aber Stadtbezirksverordneter und kandidierte im Mai 1957 erneut für die Bezirksverordnetenversammlung Berlin-Friedrichshain. Reuter war dann als Abteilungsleiter in verschiedenen volkseigenen Betrieben Ost-Berlins beschäftigt, u. a. als Leiter der Kaderabteilung des VEB Straßen- und Gleisbau Berlin. 
Seine Urne wurde in der Grabanlage Pergolenweg des Berliner Zentralfriedhofs Friedrichsfelde beigesetzt.

## Auszeichnungen
- 1958 Medaille für Kämpfer gegen den Faschismus 1933 bis 1945
- 1960 Vaterländischer Verdienstorden in Silber
- Fritz-Heckert-Medaille